# Clinophobia (album)
Clinophobia è il primo e unico album in studio del supergruppo progressive metal Devil's Slingshot, formatosi nel 2007 e composto da tre musicisti: Tony MacAlpine alla chitarra, Billy Sheehan al basso e Virgil Donati alla batteria.

## Descrizione
L'album è interamente strumentale ed è stato pubblicato il 22 ottobre 2007 per la Mascot Records. La sua uscita è stata seguita dalla tournée europea "The Devil's Slingshot tour", che ha impegnato la band nei mesi di ottobre e novembre dello stesso anno.
Secondo SpazioRock il brano più riuscito è Hourglass, che vede la partecipazione del bassista Bunny Brunel, mentre altri brani, pur caratterizzati da buona tecnica, risentono della mancanza della voce.
La rivista Modern Drummer sottolinea la particolare tecnica di Virgil Donati alla batteria, in particolare nei brani Flamed e Def Bitch Blues.

## Tracce
1. Neterland – 6:13
2. Ballade De Bastille – 4:05
3. Def Bitch Blues – 4:05
4. Lay Off – 4:27
5. Injustice Line – 3:40
6. Something She Said – 4:24
7. Ocean – 3:24
8. Flamed – 4:11
9. Hourglass – 4:46
10. Aerial Perspective – 4:13

## Formazione
- Tony MacAlpine – chitarra
- Billy Sheehan – basso
- Virgil Donati – batteria